# Shadowban (singel)
Shadowban – singel polskiej influencerki Hi Hanii – wydany z zespołem Genzie. Singel został wydany 24 czerwca 2023. Tekst utworu został napisany przez moodwave’a.
Nagranie otrzymało w Polsce status platynowej płyty 25 września 2024.
Singel zdobył prawie 6 milionów wyświetleń w serwisie YouTube (na styczeń 2024) oraz ponad 8 milionów odsłuchań w serwisie Spotify (na styczeń 2024). 27 maja 2024 wydano wersję akustyczną utworu.

## Nagrywanie

### Wersja oryginalna
Utwór został wyprodukowany przez Clearminda, Fantoma oraz Jędrka Wołodko. Za mix/mastering utworu odpowiada Fantom. Za realizację odpowiada Jędrzej Wołodko. Tekst do utworu został napisany przez moodwave’a.

### Wersja akustyczna (Unplugged)
W wersji akustycznej do Hanny Puchalskiej dołączyły dwie osoby – Jędrek Wołodko (współtwórca wersji oryginalnej) oraz Michu Kontrabas. Utwór został wyprodukowany przez Jędrka Wołodko, Michała Stacha oraz Micha Kontrabasa. Za mix/mastering utworu odpowiada Fantom. Za realizację odpowiada Jędrzej Wołodko. Tekst do utworu został napisany przez Jędrka Wołodko.

## Lista utworów
- Digital download[1] – wersja oryginalna

1. „Shadowban” – 2:30

- Digital download[5] – wersja akustyczna

1. „Shadowban” (Unplugged) – 3:04

## Certyfikaty

### Oryginał
| Kraj          | Certyfikat      | Sprzedaż |
| ------------- | --------------- | -------- |
| Polska (ZPAV) | platynowa płyta | 50 000   |
| Polska (ZPAV) | złota płyta     | 25 000+  |